# Ogólnopolski Związek Stowarzyszeń Kibiców
Ogólnopolski Związek Stowarzyszeń Kibiców – związek stowarzyszeń polskich kibiców piłki nożnej drużyn l- i ll-ligowych.
Celem działania organizacji jest propagowanie kultury życia kibicowskiego, organizowanie opraw na meczach kadry, reprezentowanie środowiska kibiców przed krajowymi i zagranicznymi organizacjami piłkarskimi, pomoc w zapewnieniu bezpieczeństwa na stadionach oraz podniesienie atrakcyjności widowisk sportowych, a także doprowadzenie do sytuacji, w której kibice postrzegani będą jako strona w całym ciągu zdarzeń związanych z rozgrywkami piłkarskimi.
Związek powstał 15 czerwca 2007 w Warszawie podczas zebrania założycielskiego w „Domu Polonii”, przy ul. Krakowskie Przedmieście, na którym obecni byli przedstawiciele zorganizowanych grup kibiców polskich drużyn: Arki Gdynia, Górnika Zabrze, Korony Kielce, Lecha Poznań, Lechii Gdańsk, Legii Warszawa, Pogoni Szczecin, Wisły Kraków oraz Wisły Płock, a także, niezrzeszonych w formalnych stowarzyszeniach, sympatyków GKS Bełchatów, Górnika Łęczna, ŁKS Łódź, Ruchu Chorzów i Widzewa Łódź. Na spotkanie założycielskie zaproszono Polski Związek Piłki Nożnej oraz Ekstraklasę SA. PZPN reprezentował wiceprezes Jerzy Engel, Ekstraklasa nie wysłała żadnego przedstawiciela.
Wybrano na nim pierwszy zarząd w składzie:
- prezes: Krzysztof Markowicz (Stowarzyszenie „Wiara Lecha”)
- wiceprezes: Tomasz Alchimowicz (Stowarzyszenie Kibiców Legii Warszawa)
- wiceprezes: Czesław Toborek (Stowarzyszenie Kibiców Górnika Zabrze)
- Robert Jacoszek (Stowarzyszenie Kibiców Pogoni Szczecin „Portowcy”)
- Mariusz Jędrzejewski (Arka Gdynia)
- Mariusz Kaliwoda (Wisła Płock)

oraz komisję rewizyjną, do której weszli przedstawiciele kibiców Wisły Kraków, Lechii i Korony.

## Działalność
OZSK wraz z PZPN-em i władzami Warszawy wsparł Stowarzyszenie Kibiców Legii Warszawa „Sekcja Sympatyków” w próbie załagodzenia konfliktu między kibicami a zarządem KP Legia Warszawa, jednak przedstawiciele klubu piłkarskiego nie podjęli propozycji. W związku z tym debata odbyła się bez ich udziału. Związek oficjalnie skrytykował też decyzję Komisji Ligi Ekstraklasy SA o ukaraniu kibiców Lecha Poznań tzw. zakazem wyjazdowym na jeden mecz za użycie środków pirotechnicznych podczas meczu Zagłębie Lubin – Lech Poznań. Wywołany wówczas ogólnopolski proces skłonił Ekstraklasę do ustępstwa – władze piłkarskie zadeklarowały niestosowanie kary zamykania trybun za stosowanie pirotechniki. OZSK prowadzi też lobbing na rzecz zmniejszenia kar za stosowanie pirotechniki na stadionach piłkarskich. Na mocy porozumienia z Ekstraklasą jej przedstawiciel ma też prawo uczestnictwa w posiedzeniach Komisji Ligi. Stowarzyszenie prowadziło też aktywne działania w trakcie prac nad nową ustawą regulującą organizację imprez masowych w 2009 roku, uczestnicząc w pracach komisji sejmowych oraz negocjując z politykami i różnymi grupami społecznymi zainteresowanymi kształtem ustawy. Skutkiem tego było wykreślenie z projektu ustawy zapisów o możliwości sprzedaży napojów alkoholowych na stadionach. Wprowadzono również złagodzenie restrykcji względem kibiców m.in. poprzez możliwość odwołania od klubowego zakazu wstępu na mecze do instancji organizującej rozgrywki. W 2009 r. związek oprotestował decyzję władz piłkarskich o konieczność wcześniejszego zgłoszenia do akceptacji wszystkich flag i transparentów, uznając to za przejaw cenzury prewencyjnej. Skutkiem protestu (brak dopingu podczas pierwszych połów wszystkich meczów ligowych, rezygnacja z opraw meczowych) była mediacja, na czas której strajk zawieszono.
Obecnie działalność OZSK wspierają przedstawiciele 53 klubów, z czego 42 są reprezentowane przez oficjalne Stowarzyszenia Kibiców.